# 裨治文

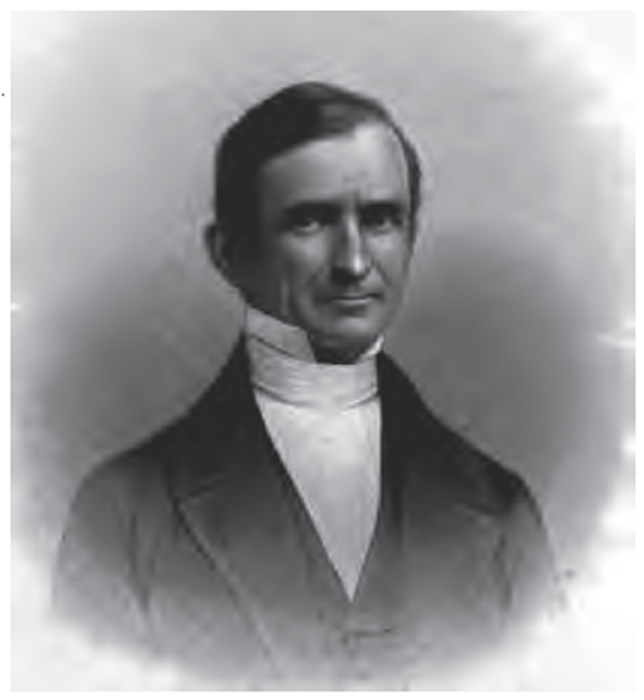
裨治文

裨治文（1801年4月22日—1861年11月2日），又名高理文、贝满，原名伊利亞·科爾曼·布里奇曼（Elijah Coleman Bridgman），美部会传教士，响应新教第一位来华传教士英国人马礼逊（R.Morrison）的呼吁，而来华的第一位美国传教士。

## 生平
1830年2月25日，他从波士顿来到广州。当时中国尚不可能公开传教，他主要是向马礼逊学习汉语，以及进行其他一些准备工作。担任英文《中国丛报》的编辑，向西方介绍中国的文化、历史、语言、风俗，丰富了美国人对中国的认识，奠定了美国汉学的根基。並利用其所長参與1844年《望廈條約》、1858年《天津條約》的工作。在華最著名作品為介紹美國的《大美聯邦志略》。
裨治文是最早关注中国鸦片贸易问题的西方传教士之一，对鸦片的流弊表示了极大的愤慨。1832年3月，他在《传教士先驱》发表文章抨击鸦片贸易对中国的危害，将鸦片描述为“折磨中国社会最大的罪恶之源”，并对中国毒品严重泛滥进行了深度描写。这是美国传教士首次公开地在西方杂志上评论在华鸦片贸易问题，也是第一次使美国公众震惊地了解西方商人在中国的鸦片走私活动 。
1841年获纽约大学的神学博士的学位。1847年以后，他移居上海，参加《圣经》的翻译工作。直到1861年在上海去世。完成的裨治文文理译本（Bridgman Version）将“God”翻译为“神”而不是“上帝”。一般认为，这个译本比以前的其他译本译笔忠实，切近原文。 
1854年5月，随美国驻华公使麦莲从上海进入太平天国辖区考察，回上海后发表《调查报告》，否定太平天国。
在上海期间，在翻译圣经之余，他和妻子裨爱利莎还创办了上海第一所女校裨文女塾（1850年，在老西门外，后来的裨文女中）。裨治文逝世后，其遗孀裨爱利莎于1864年在北京创办了贝满女塾。

## 著作
- Elijah Coleman Bridgman, Samuel Wells Williams (1842). The Chinese repository, Volume 11. Printed for the proprietors. Retrieved 2011-07-06.
- Elijah Coleman Bridgman (1841). A Chinese chrestomathy in the Canton dialect. S.W. Williams. p. 693. Retrieved 2011-07-06.
- 大美聯邦志略